# Seefahrtsamt der DDR
Das Seefahrtsamt der DDR, international als Board of Navigation and Maritime Affairs of the G. D. R. bezeichnet, war in der DDR ein Organ des Ministeriums für Verkehrswesen mit Sitz in Rostock, das alle die Seefahrt betreffenden staatlichen Aufgaben wahrnahm.
Dem Direktor des Seefahrtsamtes unterstanden die jeweils von einem Hafenkapitän geleiteten Hafenämter in Rostock, Wismar, Stralsund, Saßnitz und Wolgast sowie die Seenotrettungsstelle und Verkehrsleitstelle „Rostock Port Control“ in Warnemünde.
Das Seefahrtsamt übte in seinem Verantwortungsbereich auf den Wasserstraßen die Schifffahrtsaufsicht aus und kontrollierte die Einhaltung von nationalen und internationalen Vorschriften wie dem Schiffssicherheitsvertrag. Von 1964 bis 1990 war es auch für den Seenotrettungsdienst der DDR verantwortlich.
Für Seeleute war das Seefahrtsamt als Entsprechung für das bundesdeutsche Seemannsamt die ausstellende Behörde für das Seefahrtbuch, als Entsprechung für die bundesdeutsche See-Berufsgenossenschaft die ausstellende Behörde für die für Aufgaben der Schiffssicherung notwendige Zulassung zum Feuerschutzmann F, für die Zulassung zum Hebezeugführer H, für die Zulassung zum Rettungsbootsmann R – jeweils auf Grund der Seeschiffsbesetzungsordnung SSBO (Sonderdruck Nr. 787 des Gesetzblattes, Anordnung vom 25. November 1974) – sowie als Entsprechung für die bundesdeutsche Wasser- und Schifffahrtsdirektion Nord die ausstellende Behörde für das jeweilige nautische oder technische Befähigungszeugnis (Patent). Es nahm auch die An- und Abmusterungen vor.
Das Seefahrtsamt der DDR dokumentierte ebenfalls im Seefahrtbuch des jeweiligen Seefahrers auf den dafür vorgesehenen Seiten auch „Ärztliche Untersuchungen“ durch „MDV“ -Medizinischer Dienst des Verkehrswesens der DDR- über die notwendige Einstellungsuntersuchung und Wiederholungsuntersuchung zur Seediensttauglichkeit mit Datum und Tauglichkeitsgruppe „TGL“ (stand für “Technische Normen, Gütevorschriften und Lieferbedingungen”) und ermöglichte somit die Einstellung sowie die An- und Abmusterungen der Seeleute für die erforderlichen Schiffsbesatzungen.
Auf den dafür vorgesehenen Seiten 26 bis 64 im DDR-Seefahrtsbuch erfolgte durch das Seefahrsamt der DDR die konkrete Dokumentation der An- und Abmusterungen entsprechend Musterrolle und die Dienstzeit auf dem jeweiligen Schiff.
Gemäß Einigungsvertrag Anlage 1 Kapitel XI Sachgebiet D Abschnitt III 17 erkannte die bundesdeutsche Wasser- und Schifffahrtsdirektion Nord die vom Seefahrtsamt der DDR ausgestellten Seefahrtsbücher an mit einem auf der ersten Innenseite eingeklebten und abgestempelten Zusatzeintrag mit zeitlich befristeter Geltungsdauer bis zum 2. Oktober 1993 als ein „Seefahrtbuch der Bundesrepublik Deutschland“.
Für Handelsschiffe stellte das Seefahrtsamt für das vorgesehene Fahrtgebiet den Fahrterlaubnisschein aus, führte die Schiffsvermessung durch, trug alle Seeschiffe in das Schiffsregister ein und stellte Schiffszertifikate sowie die Flaggenzeugnisse zum Führen der Handelsflagge aus.
Zwecks Untersuchung von Seeunfällen gab es die Seekammer der DDR als ein mit Schifffahrtssachverständigen besetztes Spruchorgan beim Seefahrtsamt, was z. B. durch die Fernsehserie Zur See-Folge 8 Die  Verhandlung im Gebäude des damaligen Haus der Armee Rostock (seit 1. Juli 1992 Oberlandesgericht Rostock) anschaulich dargestellt wurde.

## Leiter des Seefahrtsamtes
- ... bis 1968: Karl-Heinz Laudahn
- 1968–1975: Artur Maul[6]
- 1975–     : Gerd Haußmann[7]
- –1989/90: Horst Rickert[8]